# Хара Нацумі
Хара Нацумі (яп. 原 奈津美; нар. 18 серпня 1988, Японія) — японська футболістка, нападниця, виступала в збірній Японії.

## Кар'єра в збірній
Хара народилася 18 серпня 1988 року. Дебютувала у національній збірній Японії у 16-річному віці, 29 березня 2005 року в поєдинку проти Австралії.

## Статистика виступів у збірній
| жіноча національна збірна Японії | жіноча національна збірна Японії | жіноча національна збірна Японії |
| Рік                              | Матчі                            | Голи                             |
| -------------------------------- | -------------------------------- | -------------------------------- |
| 2005                             | 1                                | 0                                |
| Загалом                          | 1                                | 0                                |